# Rock péruvien
Le rock péruvien est une dénomination musicale très large, appliquée à toute variété de rock and roll, blues rock, jazz rock, pop rock, punk rock, new wave, garage rock, ska punk, rock psychédélique, hard rock, heavy metal et d'autres styles musicaux connexes, créés, produits ou générés d'une manière ou d'une autre au Pérou. Ses premiers enregistrements s'effectuent dans le milieu des années 1950, mais ce n'est pas avant la décennie suivante (1960), avec la montée en popularité du garage rock, proto-punk, rock psychédélique, rock instrumental et du rock and roll, que la scène de Lima assiste à une recrudescence du nombre de groupes expérimentant de nouveaux sons britanniques et américains de l'époque.

## Histoire

### Années 1950
Le rock pénètre au Pérou à la fin des années 1950 grâce à des artistes comme Elvis Presley, Buddy Holly ou Bill Haley. La venue du rock and roll dans ce pays s'effectue le 28 août 1955 avec la sortie de Blackboard Jungle qui inclut le morceau Rock Around the Clock de Bill Haley and His Comets. Le film influence tellement la jeunesse qu'il suscite l'envie pour les jeunes de s'y identifier. Les premiers groupes de rock péruviens sont Los Millonarios del Jazz (1957), Los Stars, Conjunto Astoria, Los Alfiles, Los Incas Modernos, Los Zodiacs et Los Atomos.

### Années 1960
Au début des années 1960, un très fort mouvement fait son apparition avec de nombreux groupes prépondérant dans les quartiers de Miraflores et Callao. De cette façon, Miraflores assiste aux premiers mouvements de rock où jouaient des groupes comme Los Kreps, Los Sunset, Conjunto Astoria, Los Zodiac, Los Alfiles et Los Stars. Jorge Botteri réussit aussi à percer avec son style rock and roll et twist. En 1963, le groupe Los Incas Modernos publie l'un des premiers albums de rock péruviens.
En 1964, Los Saicos, un groupe du district de Lince considéré comme l'un des principaux représentants du proto-punk au monde, voit le jour et compose ses propres chansons en espagnol, un courant inhabituel pour l'époque. Il reprend des éléments de surf rock, ainsi que du groupe américain The Trashmen, principalement à partir de leur morceau Surfin 'Bird. Son plus grand succès s'intitule Demolición, qui sera réinterprété des années plus tard par des groupes nationaux et internationaux.
Pendant cette décennie, le Merseybeat et la surf music deviennent populaires. Le groupe Los Saicos réunit un public fidèle avec son rock psychédélique teinté de garage rock et de surf. Ils sont suivis par des groupes comme Los Yorks, Los Jaguares, Los Silvertons, The Belkings, Los Doltons, Los Shain et enfin le premier supergroupe péruvien Traffic Sound créé à partir des membres de Los Hang Ten et de Los Mads.
Au milieu de la décennie, nombre de groupes trouvent le succès dans le pays. Le groupe Los Texao, originaire d'Arequipa trouve le succès avec son morceau Stone qui se retrouve classé 2e des charts, et La Pelea del gobernador se retrouve 28e des classements Billboard aux États-Unis en 1968. Il est le premier groupe péruvien à atteindre le classement Billboard.
Pendant la dictature militaire de la fin des années 1960 aux années 1970, le rock est exclu par le gouvernement du général Juan Velasco Alvarado par différents moyens : interdiction des concerts dans les lieux importants, des importations d'albums de rock « aliénant et yankee » et même de la prestation très attendue de Carlos Santana. Certains groupes marquent pourtant cette période, comme Traffic Sound, Pax, We All Together, Telegraph Avenue et surtout Frágil, le groupe le plus important de cette époque.

### Années 1970–1990

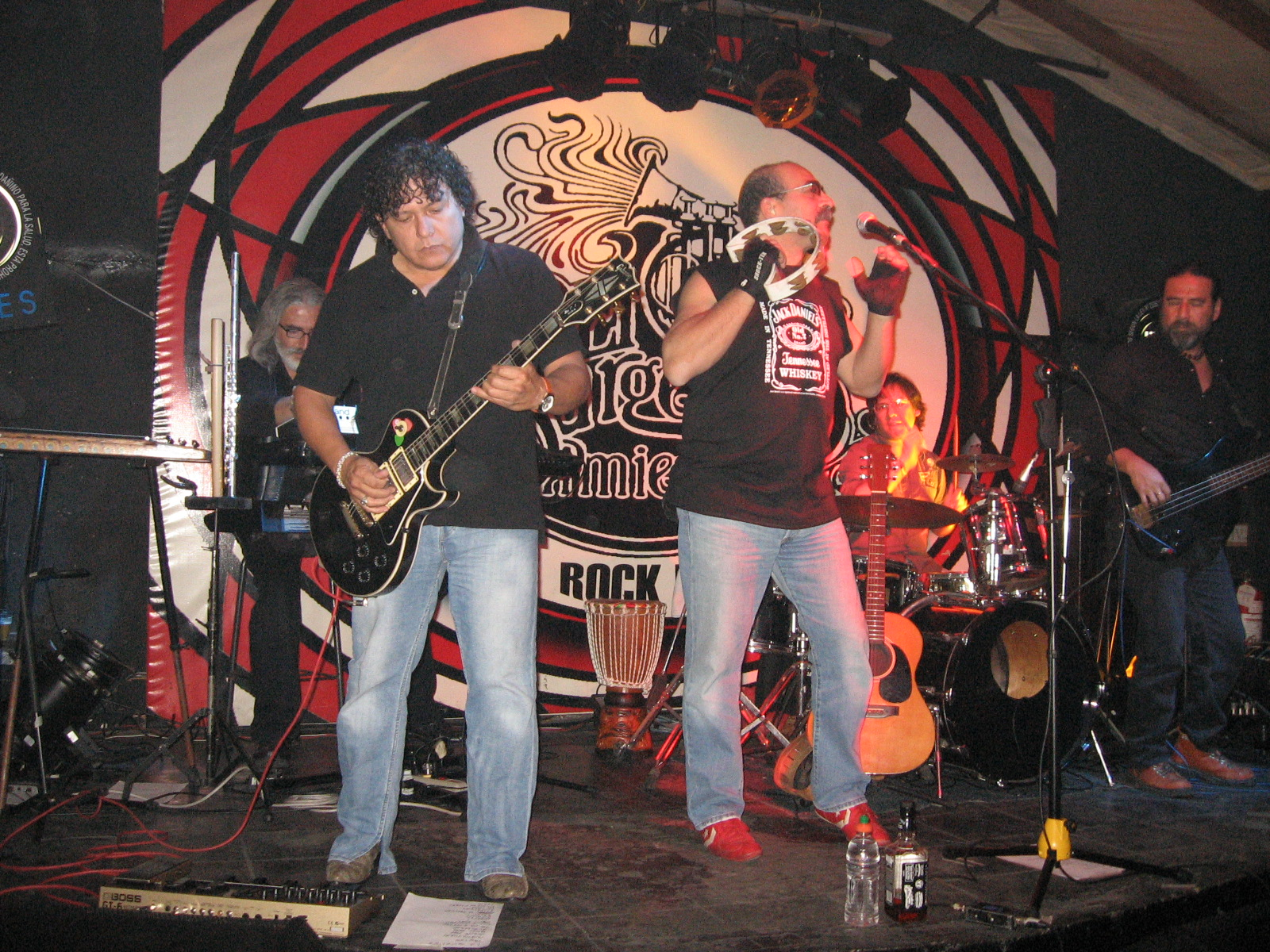
Frágil, ici en 2007, l'un des premiers groupes de rock progressif du Pérou.

Le rock péruvien décline lentement au cours du milieu des années 1970 au profit de la musique disco et de la salsa. Il reste marginalisé jusqu'au début des années 1980.
La profonde crise dont le pays souffre entraîne l'apparition d'une nouvelle scène underground inspirée du punk. On peut citer les groupes contestataires comme Leusemia, Narcosis, Zcuela Cerrada dont les membres proviennent pour la plupart des quartiers pauvres contrairement aux groupes comme Frágil, Rio ou Miki Gonzales. Cette scène est alors de loin la plus créative et de nombreux groupes et sous-genres apparaissent sans aucun soutien des radios et des télévisions, alors que leur manque de moyens les empêche d'enregistrer avec une qualité correcte.
Pendant les années 1990 le rock se diversifie. Leusemia, un groupe de rock de base, devient un groupe prolifique et influence toute la scène rock péruvienne. Les groupes majeurs du post-punk sont Dolores Delirio, Voz Propia et Cardenales pour le gothique et Huelga de Hambre pour le grunge.
D'autres groupes importants sont G3, Radio Criminal, Los Mojarras, Mar de Copas, La Liga del Sueño, Rafo Raez suivis à la fin de la décennie par La Sarita, Ni Voz Ni Voto, Cementerio Club, Líbido et D'Mente Común.
Les concerts très petits au début avec 50 personnes en moyenne augmentent progressivement en taille pour atteindre 500, 1 000, 2 000 spectateurs jusqu'aux concerts énormes comme ceux de Agustirock, El Niño malo, Antimiseria et Inrockuptibles qui rassemblent plus de 10 000 personnes chacun. À la fin des années 1990, les médias qui jusque-là ignoraient largement ces groupes commencent à s'y intéresser, et notamment aux groupes plutôt policés.
Les meilleurs groupes de rock grand public de la décennie sont Los Nosequien y Los Nosecuantos, Miki Gonzales et Arena Hash dont le membre Pedro Suárez-Vértiz obtient en solo le succès commercial le plus important.

### Années 2000–2010

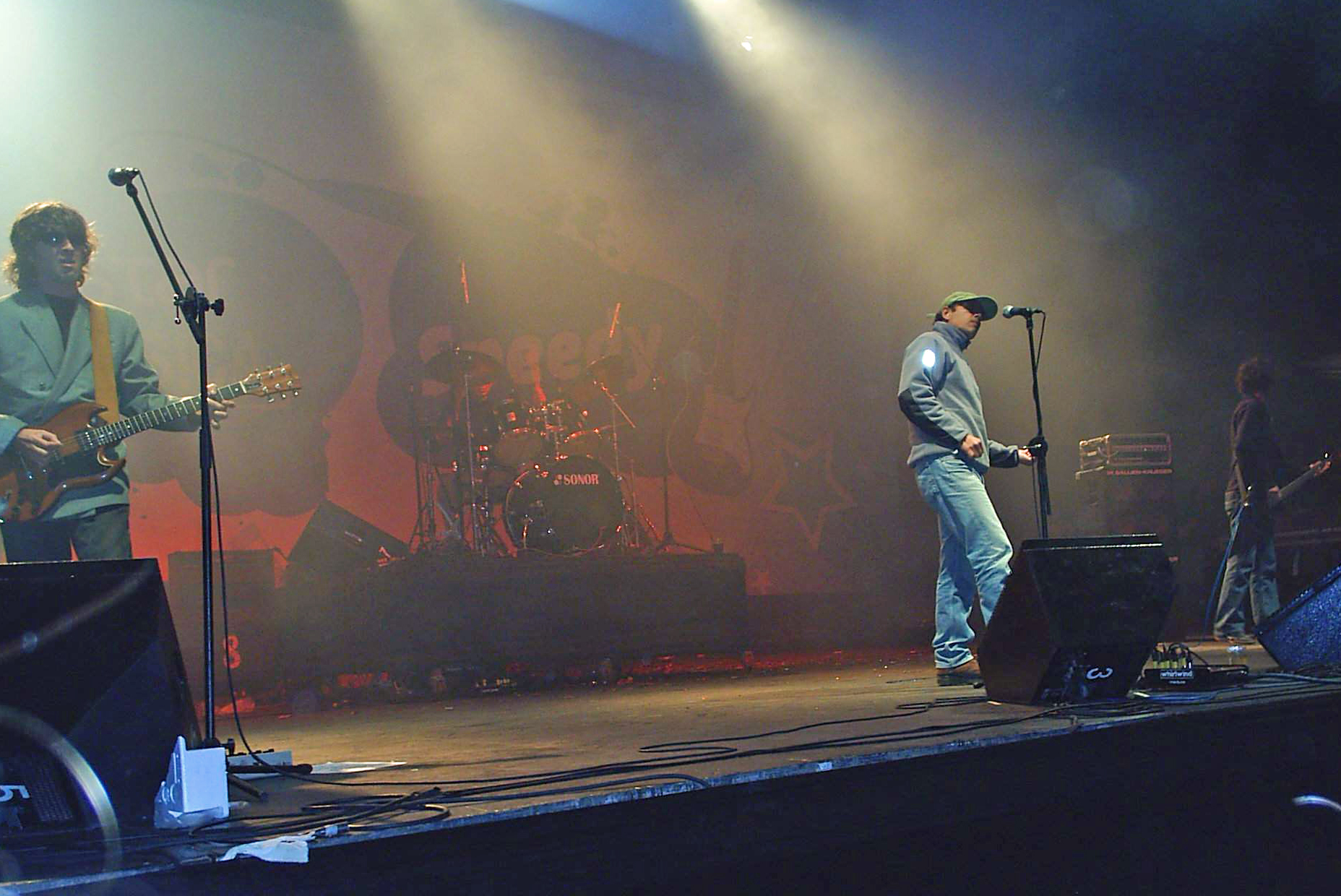
Mar de Copas en 2007.

Pendant les années 2000, cette scène rock prolifique conquiert l'ensemble du Pérou et de l'Amérique latine grâce à la croissance économique. La télévision péruvienne et la chaîne MTV latino s'intéressent alors plus à ces groupes que les radios péruviennes. Les clips péruviens tournent alors à côté de stars d'Amérique latine comme Soda Stereo, Shakira et Jaguares.
Le groupe Líbido devient le plus grand succès péruvien de tous les temps en vendant des centaines de milliers de disques et en recevant plusieurs récompenses de MTV latin. Des groupes commerciaux comme Zen et TK suivent alors l'exemple. Mais le rock continue également à se développer localement avec par exemple Amen, Inyectores, Uchpa, Los Fuckin Sombreros, Campo de Almas, 6 Voltios, et DaleVuelta.
Les radios sont plus ouvertes et permettent le succès commercial de nombreux groupes de rock. Néanmoins le rock péruvien demeure loin de la popularité de scènes d'autres pays comme le rock espagnol, le rock argentin ou le rock mexicain.
Au cours des années 2010, de nombreux groupes ont émergé dans les plus grandes villes du Pérou, en particulier à Lima en raison de la scène mondiale croissante du rock psychédélique en cette décennie. Ces groupes mélangent le psy-sound de toutes les manières possibles, comme Cholo Visceral (plus Prog), Los Silver Mornings (plus « vintage »), Spatial Moods (bluessy), Onerom (jazzy), The Dead End-Alley Band, El Jefazo (Stoner), etc. Dans certains articles sur Internet, il s'appelle la « Nueva Psicodelia Latinoamericana » comme moyen de la différencier des autres types de musique rock psychédélique qui ont émergé en Amérique latine dans les années 1970, 1980 ou 1990.